# Islas Saltee
Las islas Saltee (en inglés Saltee Islands Oileán an tSalainn en gaélico) están situadas a cinco kilómetros de la costa sur del condado de Wexford en Irlanda.
El conjunto está formado por dos islas denominadas Great Saltee (89 hectáreas) y Little Saltee (40 hectáreas). Las dos islas han estado deshabitadas desde comienzos del siglo XX y son propiedad de la familia Neale desde 1943.

## Geología
Las islas están formadas por rocas precámbricas de entre 600 y 2000 millones de años de antigüedad. Hay evidencias de asentamientos humanos neolíticos y restos de asentamientos religiosos. Entre los siglos XVI y XIX hay evidencia de su uso por parte de piratas.

## Fauna
Las dos islas forman en conjunto una de las mayores reservas de aves de Irlanda. Muchas especies de aves marinas como los alcatraces, gaviotas, cormoranes o frailecillos habitan en estas islas. Se puede encontrar además una colonia de focas.